# 2019冠状病毒病荷属圣马丁疫情
2019冠状病毒病荷属圣马丁疫情，介绍在2019冠状病毒病疫情中，在荷屬聖馬丁发生的情况。2019冠状病毒病于2020年3月18日波及荷属圣马丁。

## 时间轴
2020年3月11日，荷屬聖馬丁总理西尔韦里娅·雅各布斯（Silviria Jacobs）透露，政府颁布的旅行限制令从14天增加至21天。
2020年3月18日，荷属圣马丁出现第一例确诊病例。